# فضيحة التلاعب بنتائج مباريات كرة القدم البريطانية (1915)
فضيحة مراهنات كرة القدم البريطانية عام 1915 حدثت عندما تم ترتيب نتيجة مباراة في دوري الدرجة الأولى لكرة القدم بين مانشستر يونايتد وليفربول في أولد ترافورد في 2 أبريل (الجمعة العظيمة) 1915 لصالح مانشستر يونايتد حيث استفاد اللاعبون من كلا الجانبين من الرهانات الموضوعة على النتيجة. إجمالا تم اكتشاف سبعة لاعبين شاركوا في الفضيحة وتم إيقافهم جميعا لاحقا مدى الحياة على الرغم من إلغاء حظر معظمهم لاحقا.

## المباراة
في وقت المباراة كان مانشستر يونايتد يكافح لتجنب الهبوط بينما كان ليفربول في منتصف الجدول ولم ينافس على الألقاب ولا يواجه خطر الهبوط بنفسه. قدمت تأثيرات الحرب العالمية الأولى حافزا إضافيا لتنفيذ هذا الترتيب - بحلول نهاية مارس كان من شبه المؤكد أن الدوري سيعلق عملياته بعد انتهاء موسم 1914–15 مما أدى إلى مقاطعة وربما إنهاء المسيرة المهنية الكروية للجميع الذين كانوا يلعبون آنذاك في الدوري. وربما اعتقد اللاعبون أيضا أن تحويل الصراع من شأنه أن يقلل من الاهتمام الذي يولى عادة لنتيجة المباراة المشكوك فيها.
انتهت المباراة بفوز مانشستر يونايتد 2-0 وسجل جورج أندرسون الهدفين. ومع ذلك لاحظ حكم المباراة وبعض المراقبين افتقار ليفربول إلى الالتزام خلال المباراة - فقد أهدروا ركلة جزاء احتسبت لهم وعندما ارتطم فريد باجنام في عارضة مانشستر يونايتد في وقت متأخر من المباراة احتج زملاؤه معه علنا.

## التحقيق والعقوبات
بعد المباراة بدأت النشرات في الظهور تزعم أنه تم المراهنة بمبلغ كبير من المال بمعامل 7/1 في الفوز 2-0 على مانشستر يونايتد. أطلق اتحاد كرة القدم تحقيقا ووجد أن لاعبين من كلا الجانبين قد تورطوا في تزوير المباراة: ساندي تورنبول وآرثر والي وإينوك ويست من مانشستر يونايتد وجاكي شيلدون وتوم ميلر وبوب بورسيل وتوماس فيرفول من ليفربول وكان شيلدون هو نفسه لاعبا سابقا في مانشستر يونايتد وتبين أنه زعيم المؤامرة. ورفض بعض اللاعبين مثل باجنام وجورج أندرسون لاعب مانشستر يونايتد المشاركة. وكان باجنام قد هدد بتسجيل هدف لإفساد النتيجة ومن هنا تسديدته المتأخرة في العارضة. وشهد لاحقا ضد زملائه في جلسة استماع الاتحاد الإنجليزي. في نفس الجلسة نفى لاعب مانشستر يونايتد بيلي ميريديث أي علم له بالتلاعب بنتائج المباريات لكنه ذكر أنه أصبح مشبوها عندما لم يمرر أي من زملائه الكرة إليه.
تم منع جميع اللاعبين السبعة من اللعب مدى الحياة بموجب قرار صدر في 27 ديسمبر 1915. وخلص الاتحاد الإنجليزي إلى أن الأمر كان مؤامرة من قبل اللاعبين وحدهم - ولم تتم إدانة أي مسؤول من أي من الناديين بارتكاب أي مخالفات ولم يتم تغريم أي من الناديين أو تم خصم النقاط واحتج ويست بصوت عال على براءته حتى أنه ذهب إلى حد رفع دعوى قضائية ضد اتحاد كرة القدم بتهمة التشهير. لكنه خسر القضية وظل الحظر قائما. في حد ذاته لم يكن للحظر تأثير فوري على مسيرة اللاعبين الكروية حيث أنه بحلول ذلك الوقت كان دوري كرة القدم قد أوقف عملياته طوال مدة الحرب العالمية الأولى. لم يتم تطبيق الحظر في اسكتلندا (أربعة من اللاعبين الموقوفين كانوا اسكتلنديين) ولكن لم يتم استدعاء الاتحاد الاسكتلندي لكرة القدم مطلقا لإصدار أي نوع من الحكم بشأن أهلية اللاعبين هناك.
قُتل ساندي تورنبول أثناء خدمته في الحرب ولكن تم رفع الحظر عن جميع اللاعبين الآخرين باستثناء ويست من قبل الاتحاد الإنجليزي في عام 1919 تقديرا لخدمتهم للبلاد. حصل تورنبول على إعادة منصبه بعد وفاته. كان تدخل الحرب العالمية الأولى يعني أن دوري كرة القدم لم يستأنف حتى 1919-1920. هذا يعني أن ويست كان اللاعب الوحيد المشارك الذي لم يكن قادرا بالفعل على لعب كرة القدم في الدوري بسبب الإيقاف. لم يعد فيرفول أيضا إلى كرة القدم على الرغم من إعادته إلى منصبه لكن اللاعبين الأربعة الآخرين استأنفوا حياتهم المهنية بعد الحرب. كان على ويست الانتظار حتى عام 1945 حتى يتم رفع الحظر المفروض عليه وكان عمره حينها 59 عاما.

## العواقب
على الرغم من أن الدوافع الرئيسية للاعبين للتلاعب بنتائج المباريات تبدو مالية وليس لإنقاذ مانشستر يونايتد من الهبوط إلا أن النقطتين اللتين فاز بهما مانشستر يونايتد من تلك المباراة كانتا كافيتين لحصولهما على المركز الثامن عشر والأمان بفارق نقطة واحدة عن تشيلسي صاحب المركز التاسع عشر الذي هبط اسميا. قبل بدء موسم 1919–20 قررت رابطة الدوري توسيع القسم الأول بفريقين. تم إبقاء تشيلسي (جنبا إلى جنب مع أرسنال) مرة أخرى في الدرجة الأولى وبالتالي تجنب الهبوط.